# 七色いんこ
『七色いんこ』（なないろいんこ、英題：Rainbow Parakeet）は、手塚治虫による日本の漫画作品。1981年から1982年にかけて『週刊少年チャンピオン』（秋田書店）に連載。全47話。

## 概要
天才的な演技力を持つ代役専門の舞台役者でありながら、その裏では裕福な観客から金品を盗み取るという役者泥棒・七色いんこの物語である。エピソードごとに舞台や登場人物が変わる『ブラック・ジャック』のような1話完結形式で、これに、いんこへの恋心を抑えながら犯行を追う女性刑事・千里万里子を巡るラブコメディ要素などが絡みながら展開していく。
本作のエピソードの多くは、実在する演劇の内容がベースになっている。手塚は演劇通に加え映画通でもあることから、本作で題材となった演劇は映画化されているものが多い。
手塚は漫画家になる以前の昭和20年代初期に大阪の劇団で3年ほど活動していた経歴があり、芝居に関する自分のイメージや芝居好きだからこそ漫画を描いているということをわかってもらうために「七色いんこ」を始めたと語っている。
2000年、2018年には舞台化され、2024年にも上演予定。また、2019年には石田敦子と中谷チカによるリメイク漫画の連載がそれぞれ行われている。

## 登場人物
七色いんこ（なないろいんこ）
老若男女どんな役でもこなす、代役専門の舞台俳優。通常は青緑色のおかっぱのカツラと赤いレンズのサングラスを身につけた姿をしている 。
変装と声色の技術を駆使し、客のみならず有名演出家や一流の女優をも唸らせるほどの演技を見せる。台詞覚えも良く、上演当日に依頼された舞台でも難なくこなす。
しかし、役者というのは彼の一面でしかなく、その本業は泥棒である。舞台出演の際には出演料を貰わないが、その代わりに、劇場を訪れている名士から宝石などの金品を盗む。また、劇場以外の場所でも、悪党から盗みを働いたり儲け話に介入したりする。
舞台への出演を依頼するには「新宿区私書箱5826432」宛てに手紙を郵送する必要があり、出演条件として「劇場で何が起きても（＝盗難事件が発生しても）見て見ぬふりをすること」を挙げている。
各地にアジトが存在し、その中には練習用の舞台を備えたものもある。また、手乗りインコと犬の玉サブローを飼っている。
いんこのホンネ
いんこの前に度々現れる幻影。外見は手塚漫画のキャラクター「ママー」 で、ほかに妻と2人の子供も登場する。いんこ以外からはボロ切れにしか見えない。
いんこが意地を張っているときに現れて「本当は〇〇したいんだろう」と揺さぶりをかけ、これに逆らったいんこが大抵ひどい目に遭うことになる。
28話「セールスマンの死」に登場する医師によれば、常日頃から別の人間になり続けることで欲求不満が高まった結果、欲求が具現化したものであるという。
千里 万里子（せんり まりこ）
警視庁捜査二課所属の刑事。七色いんこ担当。頭に人民帽をかぶっている 。年齢は18話「青い鳥」で明らかになるが、チャンピオン・コミックス初版時点では「19歳2か月」と記され、後の出版物では「24歳2か月」と変更されている。
がさつで男勝りな性格を持つ。高校時代には関東女番長連合の中ボス「スケバン千里」として名を馳せ、卒業後も後輩達から慕われている。射撃や体術の技量に優れ、25話「ピグマリオン」では国賓の護衛を、33話「結婚申込」では海外での女性警察官の教育を依頼される。一方、強烈な鳥アレルギーの持ち主で、鳥の姿を見たり声を聞いたりすると、じんましんの発症に加え、身体が子供のような背丈まで縮んでしまう。
これまで恋愛経験がなく男女交際は不潔とまで考えていたが、1話「ハムレット」でいんこと初めて対面した際に恋心を抱く。しかしその想いは内に秘め、いんこの捜査を続ける。
玉サブロー（たまサブロー）
いんこに飼われている白い小型犬 。
当初は演劇界の重鎮・牛沢の下で息子代わりに育てられたが、死去直前にいんこへ託される。牛沢仕込みのパントマイムを用いて周囲とコミュニケーションをとり、いんこに連れられて盗みの手伝いをすることもある。また、26話「靱猿」ではサルの役で、31話「犀」ではサイの役で舞台に立っている。
同性の犬に好意を抱いたりいんこの股間に顔をうずめたりするなど、ゲイを思わせる行動がみられる。一方、最終話である47話「タマサブローの大冒険」では一目惚れしたメス犬の救出のために奔走する。
千里警部（せんりけいぶ）
警視庁の警部。万里子の父親で上司でもある。外見は手塚作品の「下田警部」。
妻を亡くしており、万里子と二人で暮らしている。万里子の刑事としての実力を認めつつ、女らしくあってほしいと願う。
小田原 丁珍（おだわら ちょうちん）
警視庁捜査二課所属の刑事。七色いんこ担当。
同じく七色いんこ担当の万里子と共に張り込みを行う。万里子のことは「（千里）刑事どの」と呼ぶ。
男谷 マモル（おたに マモル）
アメリカにあるバークレイ大学の研究室に籍を置く心理学者。
15話「じゃじゃ馬ならし」で千里警部が見合い相手として万里子に紹介するが、万里子からは拒絶される。一方、25話「ピグマリオン」では千里警部からの依頼で万里子にレディとしてのマナーを指南する。
鍬潟 隆介（くわがた りゅうすけ）
自動車会社「クワガタ自動車」の会長。周囲から「財界のキング」と称されるほどの影響力を持つが、裏では政界への贈賄に手を染めている。
中学生の時に家を出て以来行方不明の息子・陽介のことを気にかけ、18話「青い鳥」では自社の試走車に息子の姿を模したダミー人形を載せている。
ピエロのトミー
本名トマス・ウイリアムズ。いんこの若かりしころが描かれる45話「探偵（スルース）」（単行本では「終幕」）に登場するいんこの師匠。ピエロのメイクを施し、いんこと同じ意匠のカツラを着用している。
アメリカニューヨークの小劇場で大衆向けにパントマイムを披露している。過去にいんこがアメリカに渡っていた時に路頭で行き倒れていたところを助け、相棒として迎え入れつつ演技指導を行う。
かつて出征したベトナム戦争で兵器を用いて多くの市民の命を奪った過去を悔いる一方、兵器の開発・販売で巨万の富を得た長者・バーミンガムへの復讐を果たすためとして、シカゴの大劇場「バーミンガム劇場」でバーミンガム糾弾の公演を決行する。

### 登場人物の素性
以下の登場人物の素性は「終幕」で明らかになる。
七色いんこ
七色いんこの正体は、鍬潟隆介の息子・鍬潟陽介（くわがた ようすけ）である。なお、1話「ハムレット」で万里子がこのことを疑いいんこを問いただしているが、はぐらかされて終わっている。
幼少期の陽介は周囲となじめず孤立した存在だったが、中学時代にはクラスメイトの女子学生・朝霞モモ子（あさか モモこ）と打ち解け友人となる。しかし、モモ子の父親が陽介の父・隆介の不正を追う新聞記者だったため朝霞一家は隆介の手の者から命を狙われ、そのことを追求しようとした陽介は留学の名目でアメリカへ追放される。
アメリカで陽介が師事したトミーは、バーミンガム劇場での上演後にベトナムの組織から戦争の報復として銃撃され、命を落とす。これを機に陽介はトミーと同様の手法で父の悪事を暴くことを決意し、後に役者泥棒として入手した金を全て費やして鍬潟隆介糾弾の一人舞台を開催、幕が上がったところで物語は終幕となる。
なお、本作の30年後を描いた石田敦子作の漫画『HeiSei七色いんこ』ではこの舞台の本番中に銃乱射事件が発生したとされ、いんこは公には正体不明のまま姿を消したため生死不明扱いになっている。また、隆介もこの事件で生死不明となっているが、その理由は不明。
男谷 マモル
七色いんこ（鍬潟陽介）と同一人物。男谷マモルの姿がいんこの本来の姿である。
千里 万里子
「千里万里子」は高校時代以降の名前で、それ以前は「朝霞モモ子」だった。万里子はモモ子時代のことを覚えていない。
朝霞一家は追手から逃れようと海沿いを車で走行していたが、突然トビの群れに襲撃され車は崖下へ転落、両親は死亡し、モモ子は一命を取り留めたものの以前の記憶を喪失、同時に鳥に対して激しい拒否反応を示す鳥アレルギー体質となってしまう。その後、モモ子は遠い親戚にあたる千里警部に引き取られ、千里万里子として生活を送る。
いんこのアジトにあった追想録でモモ子のことを知った万里子は、いんこに連れられてかつての事故現場の崖へ向かう。そこでいんこが当時の事故の再現を行うと万里子はモモ子時代の記憶を取り戻し、いんこが陽介であることも認識する。モモ子は、モモ子の両親の仇討を誓って復讐劇の舞台に立った陽介の無事を祈り、舞台袖で見守る。

## サブタイトル
タイトルのほとんどが実在する演劇からとられている。
| 話数 | サブタイトル                         | 原作者                               | 備考     |
| ---- | ------------------------------------ | ------------------------------------ | -------- |
| 1    | ハムレット                           | ウィリアム・シェイクスピア           |          |
| 2    | どん底                               | マクシム・ゴーリキー                 |          |
| 3    | 人形の家                             | ヘンリック・イプセン                 |          |
| 4    | 修禅寺物語                           | 岡本綺堂                             |          |
| 5    | ガラスの動物園                       | テネシー・ウィリアムズ               |          |
| 6    | 検察官                               | ニコライ・ゴーゴリ                   |          |
| 7    | 電話                                 | ジャン＝カルロ・メノッティ           | [ 注 1 ] |
| 8    | ゴドーを待ちながら                   | サミュエル・ベケット                 |          |
| 9    | アルト＝ハイデルベルク               | ヴィルヘルム・マイヤー＝フェルスター |          |
| 10   | 誤解                                 | アルベール・カミュ                   |          |
| 11   | ピーター・パン                       | ジェームス・マシュー・バリー         |          |
| 12   | ヴァージニア・ウルフなんかこわくない | エドワード・オールビー               |          |
| 13   | 幕間                                 | なし                                 | [ 注 2 ] |
| 14   | 化石の森                             | ロバート・シャーウッド               |          |
| 15   | じゃじゃ馬ならし                     | ウィリアム・シェイクスピア           |          |
| 16   | 彦市ばなし                           | 木下順二                             |          |
| 17   | シラノ・ド・ベルジュラック           | エドモン・ロスタン                   |          |
| 18   | 青い鳥                               | モーリス・メーテルリンク             |          |
| 19   | 南総里見八犬伝                       | 曲亭馬琴                             |          |
| 20   | オンディーヌ                         | ジャン・ジロドゥ                     | [ 注 3 ] |
| 21   | 12人の怒れる男                       | レジナルド・ローズ                   |          |
| 22   | 悪魔の弟子                           | ジョージ・バーナード・ショー         |          |
| 23   | 棒になった男                         | 安部公房                             |          |
| 24   | タルチュフ                           | モリエール                           |          |
| 25   | ピグマリオン                         | ジョージ・バーナード・ショー         |          |
| 26   | 靱猿                                 | 不明                                 |          |
| 27   | 森は生きている                       | サムイル・マルシャーク               |          |
| 28   | セールスマンの死                     | アーサー・ミラー                     |          |
| 29   | 三文オペラ                           | ベルトルト・ブレヒト                 |          |
| 30   | 王女メディア                         | エウリピデス                         |          |
| 31   | 犀                                   | ウジェーヌ・イヨネスコ               |          |
| 32   | R・U・R                              | カレル・チャペック                   |          |
| 33   | 結婚申込                             | アントン・チェーホフ                 |          |
| 34   | 俺たちは天使じゃない                 | アルベール・ユッソン                 |          |
| 35   | ベニスの商人                         | ウィリアム・シェイクスピア           |          |
| 36   | 仮名手本忠臣蔵                       | 竹田出雲、三好松洛、並木千柳         |          |
| 37   | 幕間II                               | なし                                 |          |
| 38   | コルヌヴィルの鐘                     | ロベール・プランケット               |          |
| 39   | 恋わずらいのなおし方                 | ソーントン・ワイルダー               |          |
| 40   | サロメ                               | オスカー・ワイルド                   |          |
| 41   | 欲望という名の電車                   | テネシー・ウィリアムズ               |          |
| 42   | 作者を探す六人の登場人物             | ルイージ・ピランデッロ               | [ 注 4 ] |
| 43   | オセロ                               | ウィリアム・シェイクスピア           |          |
| 44   | 十一ぴきのねこ                       | 馬場のぼる、井上ひさし               |          |
| 45   | 探偵(スルース)                       | アンソニー・シェーファー             | [ 注 5 ] |
| 46   | 終幕                                 | なし                                 |          |
| 47   | タマサブローの大冒険                 | なし                                 | [ 注 6 ] |

## その他
- 週刊少年チャンピオンの1982年2月26号には、手塚治虫がフランスのアングレーム国際漫画祭を訪れた際の様子を描いたレポート漫画「七色いんこの国際漫画祭ルポ」が掲載された。この中では、いんこが手塚にこっそりついていったという設定で2人が共演している[9]。
- 『鉄腕アトム』の「盗まれた太陽」というエピソードに、シャーロック・ホームスパンというゲストキャラが登場する（勿論シャーロック・ホームズとアルセーヌ・ルパンのもじりである）。原作ではホームズもどきだったが、『鉄腕アトム (アニメ第2作)』ではスター・システムにより、七色いんこがキャストされた（声:富山敬）。
- 『アストロボーイ・鉄腕アトム』においても、爆弾魔カトウに七色いんこがキャストされている（声:子安武人）。
- 『アストロボーイ・鉄腕アトム』のゲーム版『ASTRO BOY・鉄腕アトム -アトムハートの秘密-』では、前述のシャーロック・ホームスパン役で登場している。
- ニンテンドーDS用ゲーム『ブラック・ジャック 火の鳥編』では七色いんことして登場するが、泥棒稼業を休み『七色いんこ探偵事務所』にて安楽椅子探偵をしている設定。
- スパイダーが、大勢で登場したシーンがある。
- 『ブラック・ジャック』の前日譚として描かれている漫画『ヤング ブラック・ジャック』（脚本：田畑由秋、漫画：大熊ゆうご）では、45話「探偵(スルース)」（終幕）に登場する七色いんこの師匠「ピエロのトミー」が役者業を始める前のベトナム帰還兵として登場しており、同作での出来事をきっかけにピエロになることを決意したという設定になっている。また、トミーが登場するエピソードを収録した単行本3巻の余白ページに、大熊による七色いんこのイラストが描かれている。

## コミックス
- 少年チャンピオン・コミックス『七色いんこ』（秋田書店）全7巻 - 各話冒頭に辻真先、西村博子、辻啓子によるモチーフとなった作品の解説を収録。一部のエピソードは未収録。
- 手塚治虫漫画全集『七色いんこ』（講談社）全7巻
- 秋田文庫『七色いんこ』（秋田書店）全5巻
- 手塚治虫文庫全集『七色いんこ』（講談社）全3巻

## 舞台

### 2000年版
『七色インコ』のタイトルで、5月14日から30日まで東京・TBS赤坂ACTシアターで上演。
キャスト
- 七色インコ - 稲垣吾郎
- 千里万里子 - 宮沢りえ
- 安達つみき - 久世星佳
- 小田原刑事 - 佐戸井けん太

スタッフ
- 脚本 - 樫田正剛
- 演出 - 落合正幸
- 音楽 - 蓜島邦明

### 2018年版
2018年、伊藤純奈の主演により舞台化。10月4日から8日まで、東京・AiiA 2.5 Theater Tokyoで上演。
キャスト
- 七色いんこ - 伊藤純奈
- 千里万里子 - 松田好花
- ピエロのトミー  - 豊島美優
- 鍬潟 陽介  - 今村美歩
- 朝霞 モモ子  - 高橋紗妃
- 小田原刑事  - 山﨑紫生
- 千里警部 - 柿丸美智恵
- 鍬形隆介  - 悠未ひろ

スタッフ
- 脚本 - 畑雅文
- 演出 - 三浦香

### 2024年版
七海ひろき主演でミュージカルを上演。9月14日から16日に大阪で、9月20日から29日に東京・品川で開演。
キャスト
- 七色いんこ - 七海ひろき
- 千里万里子 - 有沙瞳
- トミー - 藤田玲
- 陽介 - 土屋直武
- 朝霞 - 古谷大和
- 我利屋 - 新正俊
- 小田原刑事 - 大森夏向
- 狐川イナコ - 岡村さやか
- モモ子 - 高橋果鈴
- 古武良 - 藤本結衣
- ヨーコ - 倉持聖菜
- チルチル - 齋藤千夏
- 警部 - 高木トモユキ
- 鍬潟隆介 - 郷本直也
- アンサンブル - 佐藤康道、橋本有一郎、藤村リュウト、柳田英理、山崎竜之介、渡邉南

スタッフ
- 原作 - 手塚治虫
- 脚本 - 畑雅文
- 演出・作詞 - 三浦香
- 音楽 - 浅井さやか（One on One）
- 企画協力 - 手塚プロダクション
- 協力 - 一般社団法人日本2.5次元ミュージカル協会

## リメイク漫画

### HeiSei七色いんこ
『HeiSei七色いんこ』（へいせいなないろいんこ）は、石田敦子の漫画作品。テヅコミ（マイクロマガジン社）のVOL.04 - 08に連載。原作の最終回から30年後、平成末期に再び現れた七色いんこの活躍が描かれる。作中で上演される劇はすべて手塚作品であり、各話の最後に原作紹介がある。

#### 登場人物（HeiSei七色いんこ）
七色いんこ
原作の最終回以降生死不明になっていたが、平成末期に30年ぶりに姿を現す。昭和（原作）のいんこと同一人物かどうかは最終回まで伏せられているが、第4話でサクラ子に「先代のいんこなら」と言われており、この時点で別人と認識されている。
昭和のいんこと同様に、代役専門の役者として様々な舞台に立つ。出演料に関しては、第1話で昭和のいんこと同様に盗みで得ようとする描写があるが未遂に終わり、第3話では「ギャラを貰った」と明言しており、作中では一度も盗みを行っていない。
朝霞サクラ子
七色いんこを追う刑事。上司である父の命令で七色いんこ特命班に配属されるが、自身が望んでいる仕事ではない上に、平成のいんこが盗みを行わないため逮捕して手柄を立てることもできず、自身の立場に不満を抱いている。
名前は第3話までは出てこず、第4話で苗字が、最終回でフルネームが明かされる。
刑事
サクラ子を「おじょうさん」と呼び、同行する刑事。作中では名乗ることも名前を呼ばれることもないため、名前は最後まで不明。

#### サブタイトル（HeiSei七色いんこ）
| 話数 | サブタイトル         | 原作               |
| ---- | -------------------- | ------------------ |
| 1    | メスが赤く光る       | ブラック・ジャック |
| 2    | 蒼い火の鳥           | 火の鳥             |
| 3    | 黒きたたかい         | 紙の砦             |
| 4    | 白きドレスは誰のため | リボンの騎士       |
| 5    | 七色の未来           | 七色いんこ         |

### 劇団二十面相VS七色いんこ
『劇団二十面相VS七色いんこ』（げきだんにじゅうめんそうバーサスなないろいんこ）は、中谷チカの漫画作品。月刊少年チャンピオンで2019年10月号から2020年8月号まで連載。
役者泥棒の仕事をこなす七色いんこの前に現れた国際犯罪組織「劇団二十面相」を巡り、いんこと万里子が手を組み対峙することになる。物語の序盤は原作に沿った内容でいんこの登場や万里子との出会いが描かれるが、以降はオリジナルの物語が展開される。

#### 登場人物（劇団二十面相VS七色いんこ）
七色いんこ

千里 万里子

#### サブタイトル（劇団二十面相VS七色いんこ）
| 話数 | サブタイトル         | 単行本 | 備考                                            |
| ---- | -------------------- | ------ | ----------------------------------------------- |
| 1    | ハムレット           | 1巻    | 原作の第1話「ハムレット」の内容を踏襲している。 |
| 2    | 劇団二十面相・前     | 1巻    |                                                 |
| 3    | 劇団二十面相・後     | 1巻    |                                                 |
| 4    | 怪盗紳士リュパン・前 | 2巻    |                                                 |
| 5    | 怪盗紳士リュパン・中 | 2巻    |                                                 |
| 6    | 怪盗紳士リュパン・後 | 2巻    |                                                 |
| 7    | 間久部緑郎           | 2巻    |                                                 |
| 8    | 石川五右衛門・前     | 3巻    |                                                 |
| 9    | 石川五右衛門・中     | 3巻    |                                                 |
| 10   | 石川五右衛門・後     | 3巻    |                                                 |
| 11   | 七色いんこ           | 3巻    |                                                 |